# Schlacht am Tong-Tor
Sishui-Pass – Hulao-Pass – Jieqiao – Guandu – Changban – Chibi – Tong-Tor – Hefei – Dingjun – Fancheng – Xiaoting – Südliche Kampagne – Shiting – Jieting – Nördliche Expeditionen – Wu-Zhang-Ebene
Die Schlacht am Tong-Tor war eine Schlacht zwischen Ma Chao und dem Warlord Cao Cao zur Zeit der Drei Reiche im alten China. Sie ist auch als die Schlacht bekannt, in der Cao Cao zweimal in Lebensgefahr schwebte. Er konnte Ma Chaos Streitkräfte schließlich zerschlagen und damit seine Macht in die Liang-Provinz ausdehnen.

## Hintergrund
Im Jahre 211 führte Ma Chao eine Koalition von Dissidenten gegen Cao Cao. Gemeinsam mit Han Sui machte er sich nach Chang’an auf und eroberte es ohne nennenswerten Widerstand. Mit diesem Rückhalt zog Ma Chao mit seinen Truppen zum Tong-Pass. Cao Cao ließ daraufhin Ma Teng in Luoyang hinrichten, um ihn für seines Sohnes Auflehnung zu strafen. (In Luo Guanzhongs Geschichte der Drei Reiche wird der Sachverhalt umgedreht: Weil Cao Cao Ma Teng ermordete, lehnte sich Ma Chao gegen ihn auf.) Cao Cao schickte sofort seine Generäle Cao Hong und Xu Huang mit 10.000 Mann zum Tong-Pass und gab den Befehl, den Pass zehn Tage lang zu halten.

## Die Schlacht
Am neunten Tag gab Cao Hong den Herausforderungen Ma Chaos nach und machte unerlaubt einen Ausfall aus dem Tong-Tor. Xu Huang kam ihm zu Hilfe, aber auch vereint hatten sie gegen Ma Chao keine Chance. Er nahm den Pass ein. Zur Rückeroberung führte Cao Cao das Heer persönlich an, aber Ma Chao schlug viele seiner Generäle, sogar Yu Jin und Zhang He.
Dann griff Ma Chao Cao Cao selbst an, der sich den Bart abschnitt und seine Kleider ablegte, um unerkannt zu entkommen. Cao Hong und Xiahou Yuan holten ihn ein und retteten ihn vor Ma Chaos Truppen. Um die Versorgung von Ma Chao abzuschneiden, führte Cao Cao eine Truppe zur Flussüberquerung. Ma Chao war jedoch darauf vorbereitet und hatte einen Hinterhalt vorbereitet, in den Cao Cao geriet. Dort kam Cao Cao nur mit dem Leben davon, weil sein Leibwächter Xu Chu ihn beschützte. Ma Chao und Xu Zhu schlugen sich im Zweikampf, während Cao Cao entkam. Xu Chu wurde kurz darauf erneut von Ma Chao herausgefordert. Cao Cao gewann dadurch Zeit, sein Lager aufzustellen. Wegen der Witterungsverhältnisse musste er die Mauern aus Eis und Schnee errichten.
Um Ma Chao zu besiegen, nahm Cao Cao einen Rat seines Ratgebers Jia Xu an: Er gab vor, Frieden schließen zu wollen, und brachte Han Sui und Ma Chao gegeneinander auf. Bald glaubte Ma Chao, Han Sui hinterginge ihn und mache mit Cao Cao gemeinsame Sache. Er versuchte, ihn zu töten, und in dem Durcheinander wurde er von Cao Caos Armee überrannt. Ma Chao entkam mit Pang De und seinem Vetter Ma Dai. Er verdingte sich später beim westlichen Warlord Zhang Lu.